# Calea ferată Abaclia–Prut
Calea ferată Abaclia–Prut este o cale ferată cu ecartament larg (rus) din Republica Moldova ce leagă localitatea Abaclia aflată pe traseul căii ferate dintre Tighina (Bender) și Galați, de valea Prutului. Aceasta face joncțiunea cu calea ferată Zorleni–Fălciu din România prin intermediul podului de peste Prut dintre Cantemir și Fălciu, precum și cu calea ferată care coboară spre sud, spre Cahul și Giurgiulești.

## Istoric

### Edificarea căii ferate

#### Contextul

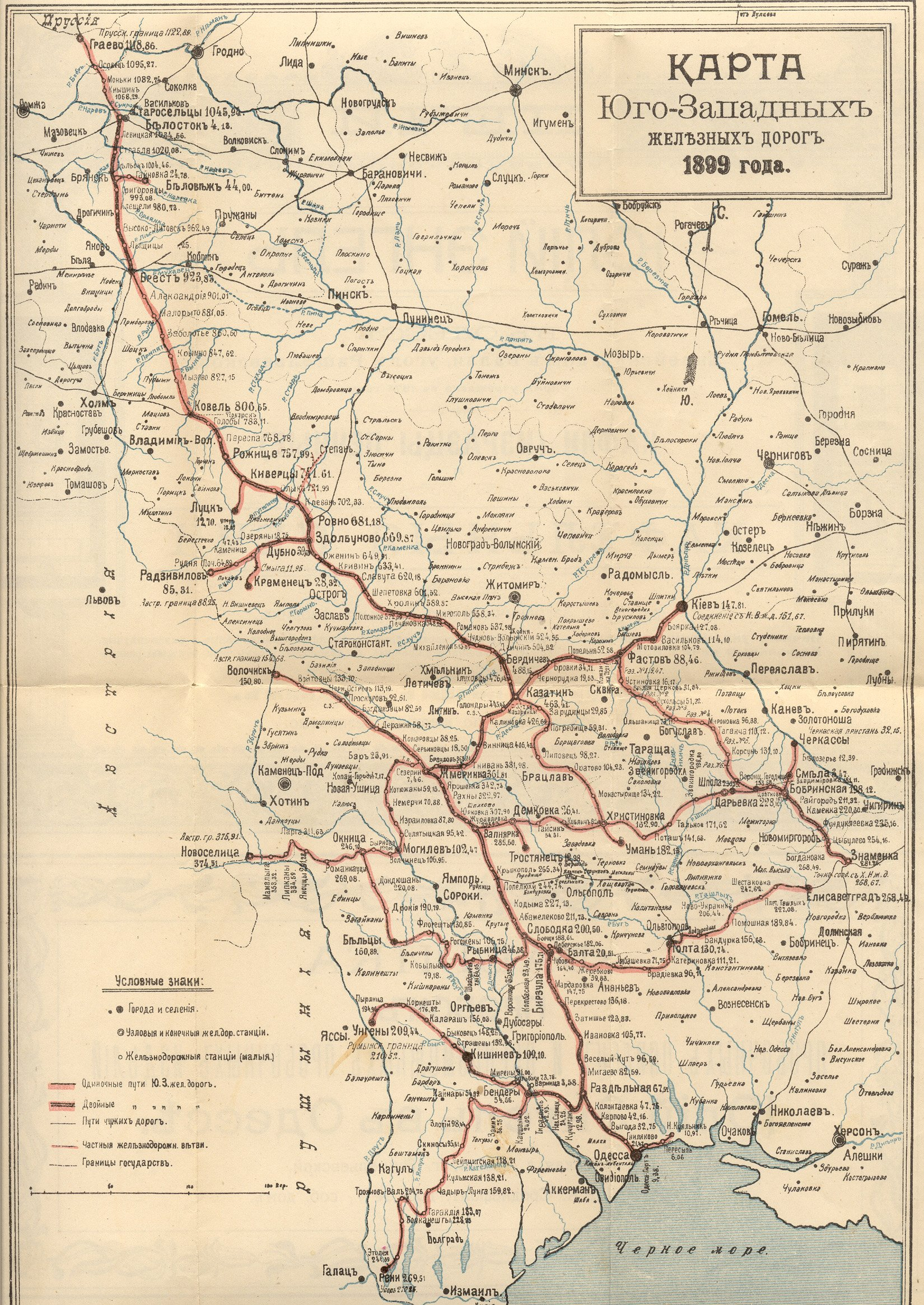
Harta căilor ferate de sud-vest din Imperiul Rus.

Rețeaua feroviară a Basarabiei a fost construită astfel încât să se realizeze conexiuni strânse cu Odesa si Kiev, în concordanță cu interesele Imperiului Rus de rusificare a provinciei, urmărindu-se, de asemenea, o exploatare rapidă și rentabilă. Drept urmare, s-au folosit 12 tipuri de șine ușoare (de 20 kg/m liniar) așezate direct pe terasament, în mare parte pe balast de nisip. La traverse s-a folosit lemn de esență moale (brad sau pin), astfel că acestea crăpau rapid ca urmare a presiunii și izbiturilor asociate cu funcționarea materialului rulant.
Pentru a face economie, antreprenorii au preferat executarea unor trasee șerpuite în locul construcției de lucrări de artă, au ridicat poduri provizorii și cantoane puține, în mod majoritar din lemn. Din aceleași motive s-au construit de regul poduri provizorii, puține cantoane (cele mai multe din lemn) și în zona de sud traseele au fost prevăzute cu foarte puține semnale, instalații și aparate pentru asigurare circulației, astfel că, pe cele mai multe linii nu existau ace electrice sau mecanice. De asemenea, gările au fost ridicate la distanțe mari una de alta, iar stațiile importante au fost lipsite de magazii și rampe de încărcare (aceasta având un impact negativ asupra schimbului de mărfuri). Castele de apă, deși suficiente erau puține și aveau un volum mic, alimentarea acestora nebeneficiind de instalațiile necesare de epurare a apei, în condițiile în care alimentarea se făcea din ape de suprafață murdare sau dure.
Materialul rulant, insuficient și deteriorat era antrenat de locomotive alimentate cu lemn, iar șasiul vagoanelor era de lemn.
Drept efect al tuturor impedimentelor menționate mai sus frecvența de circulație a trenurilor era astfel, redusă, vitezele erau mici (10-30 km), tonajele erau reduse și întârzierile erau frecvente.
În perioada Primul Război Mondial au primat interesele militare, drept care în construcția căilor ferate basarabene liniile au fost edificate în mare grabă, în condiții tehnice execrabile si cu aberații în ce privește alegerea traseelor.

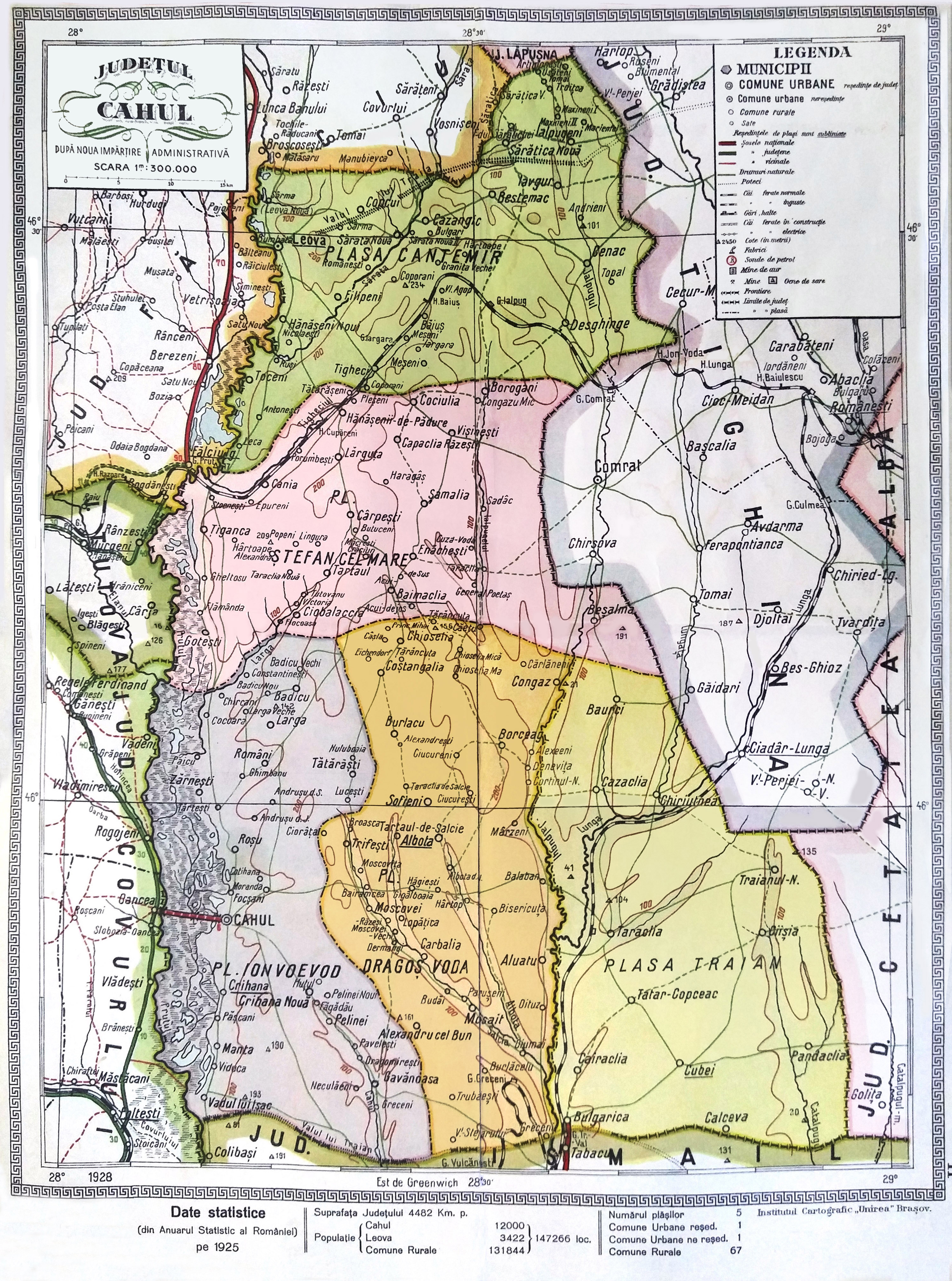
Hartă din 1925 care arată traseul căii ferate prin județele Tighina și Cahul (plasele Cantemir și Ștefan cel Mare). În stânga, în partea centrală, la limita cu județul Fălciu este figurată calea ferată Zorleni–Fălciu.

#### Construcția
Edificarea căii ferate s-a făcut pe traseul Basarabeasca–Abaclia–Comrat–Iargara–Prut pe o lungime de 98 de km, în perioada 1917-1918, de către societatea privată Uprador în coperare cu Armata Imperială Rusă. Linia a fost gândită ca și linie secundară, fiind proiectată inițial numai pentru traficul de mărfuri, făcând joncțiune peste Prut cu calea ferată Zorleni–Fălciu prin intermediul unui pod de lemn construit după sistemul rusesc Lehmke.
Executată în mare grabă, calea ferată avea curbe cu raza de 216 m și rampe cu declivități de 24 m/km, drept care rezistența foarte mare la înaintare a afectat în mod semnificativ exploatarea liniei. Traseul acesteia nu beneficia de lucrări care să favorizeze scurgerea apelor și a fost executat cu șine ușoare, lipsind în plus balastul și traversele din lemn de calitate. Podețele construite erau slabe, iar traseul nu a evitat terenurile cu tendință la alunecare.
Gările aveau linii de garaj  și din motive de economie, clădirile acestora erau construite din cărămidă nearsă, având temelie de piatră și acoperiș de tablă neagră. Comunicația între gări se realiza printr-un fir telefonic susținut de stâlpi provizorii, din lemn. Existau extrem de putine semnale, instalatii ș aparate pentru asigurarea circulatiei. La Iargara s-a realizat alimentarea stației cu apă, au fost ridicate o remiză din lemn pentru locomotive și barăci pentru personalul căii ferate. Gara Basarabeasca dispune și ea de un depou și o remiză de locomotive.
Drept efect al deficiențelor de construcție, se circula numai ziua și cu viteză limitată la 15 km/oră. Cu toate acestea aveau loc deraieri aproape zilnice, fără consecințe semnificative datorită vitezelor mici.

### Evoluția liniei

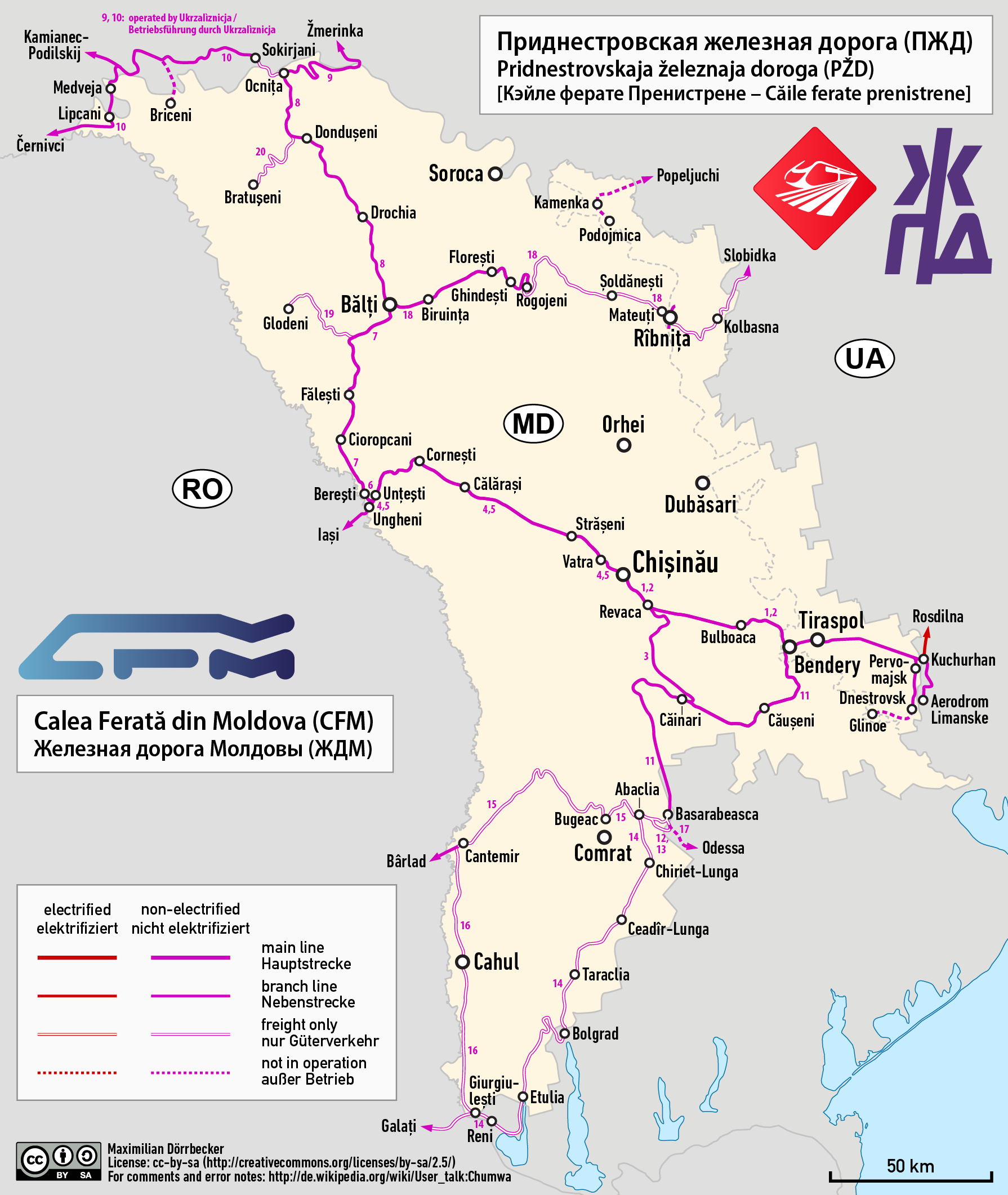
Calea ferată Abaclia–Prut pe harta CFM.

Primul Razboi Mondial a degradat mult reteaua feroviara din Basarabia. După război, la Basarabeasca și Iargara au fost construite locuințe pentru personalul feroviar, iar la Basarabeasca un punct sanitar, precum și o școală primară și o școală de ucenici.

## Trafic de pasageri

### Perioada interbelică
Conform Mersului Trenurilor din anul 1934, linia feroviară Bârlad – Basarabesca (nr. 111), parte a conexiunii feroviare dintre România și sudul Basarabiei, era deservită de trenuri regulate de pasageri. Trenul nr. 849/850.
| Trenul de persoane 849 | Km  | Linia 111 Bârlad – Basarabeasca | Linia 111 Bârlad – Basarabeasca | Linia 111 Bârlad – Basarabeasca |     | Trenul de persoane 850 |
| Trenul de persoane 849 | Km  | Stația                          | Stația                          | Stația                          |     | Trenul de persoane 850 |
| ---------------------- | --- | ------------------------------- | ------------------------------- | ------------------------------- | --- | ---------------------- |
| 4:17                   | 0   | pl.                             | Bârlad                          | sos.                            | 177 | 13:04                  |
| 4:30                   | 7   | sos.                            | Zorleni                         | sos.                            | 169 | 12:51                  |
| 4:48                   | 7   | pl.                             | Zorleni                         | pl.                             | 169 | 12:49                  |
| 5:21                   | 22  | pl.                             | Mărăști (haltă)                 | pl.                             | 155 | 12:17                  |
| 5:39                   | 30  | pl.                             | Suzana (haltă)                  | pl.                             | 147 | 11:57                  |
| 6:06                   | 39  | pl.                             | Iepureni (haltă)                | pl.                             | 138 | 11:36                  |
| 6:22                   | 44  | pl.                             | Murgeni                         | pl.                             | 132 | 11:16                  |
| 6:48                   | 56  | pl.                             | Răzoare (haltă)                 | pl.                             | 121 | 10:48                  |
| 7:11                   | 65  | pl.                             | Bogdănești                      | pl.                             | 112 | 10:27                  |
| 7:38                   | 73  | pl.                             | Prut                            | pl.                             | 104 | 9:59                   |
| 8:16                   | 93  | pl.                             | Cupăreni (haltă)                | pl.                             | 84  | 9:20                   |
| 8:48                   | 101 | pl.                             | Iargara                         | pl.                             | 76  | 8:59                   |
| 9:08                   | 109 | pl.                             | Băiuș (haltă)                   | pl.                             | 68  | 8:29                   |
| 9:42                   | 124 | pl.                             | Desghingea (haltă)              | pl.                             | 52  | 7:50                   |
| 10:09                  | 132 | pl.                             | Comrat                          | pl.                             | 45  | 7:30                   |
| 11:10                  | 152 | pl.                             | Ciocmaidan (haltă)              | pl.                             | 25  | 6:17                   |
| 11:31                  | 160 | pl.                             | Baiulești (haltă)               | pl.                             | 17  | 5:49                   |
| 11:49                  | 165 | pl.                             | Abaclia                         | pl.                             | 12  | 5:33                   |
| 12:04                  | 177 | sos.                            | Basarabeasca                    | pl.                             | 0   | 5:06                   |